# Port lotniczy Ondangwa
Port lotniczy Ondangwa (IATA: OND, ICAO: FYOA) – port lotniczy położony w Ondangwa, w Namibii.

## Linie lotnicze i połączenia
| Linia Lotnicza | Kierunek        |
| -------------- | --------------- |
| FlyNamibia     | 1. Windhuk-Eros |